# Die Aspern-Schriften

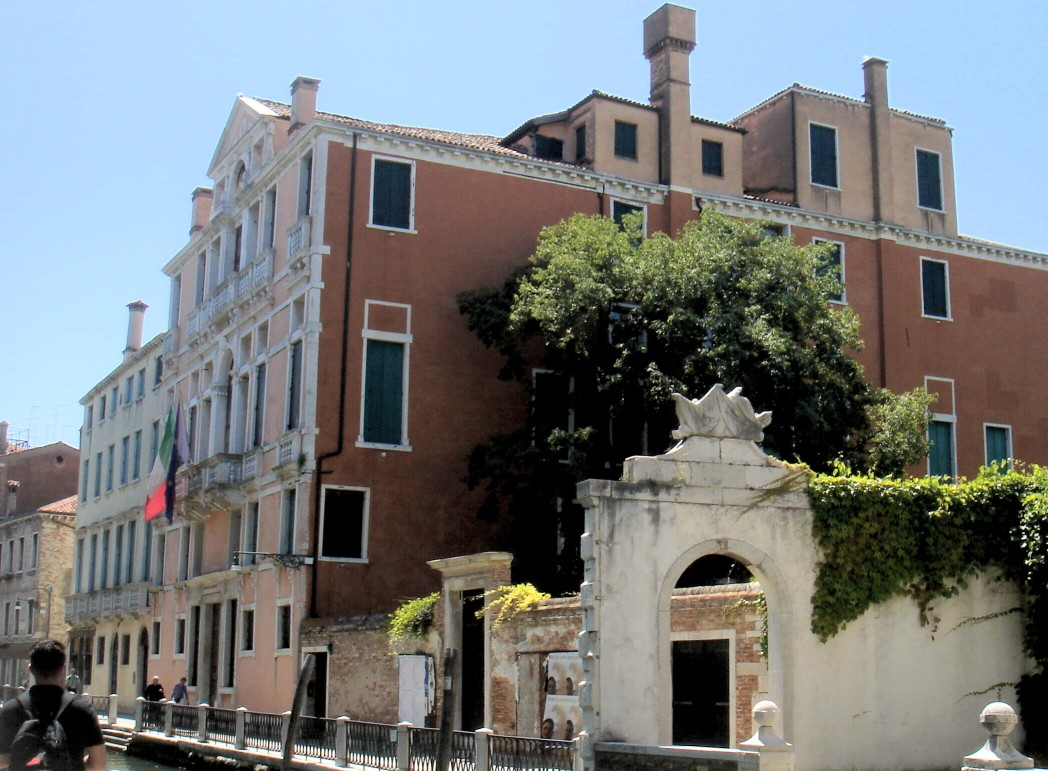
Der Palazzo Soranzo Cappello in Venedig

Die Aspern-Schriften ist ein Roman von Henry James. Er handelt von der vergeblichen Jagd nach der privaten Hinterlassenschaft eines berühmten Schriftstellers. Der Schauplatz ist Venedig.
Die englischsprachige Originalausgabe wurde unter dem Titel The Aspern Papers erstmals von März bis Mai 1888 in der Zeitschrift Atlantic Monthly veröffentlicht; die New Yorker Gesamtausgabe der Werke James' erschien in den Jahren 1907 bis 1918 und basiert auf Revisionen, die der Schriftsteller in den Jahren 1906 bis 1910 vornahm. Unter anderem änderte er damals den Namen einer der Hauptpersonen der Aspern-Schriften von Tita in Tina. Übersetzungen ins Deutsche sind unter den Titeln Asperns Nachlaß und Die Aspern-Schriften erschienen. Der Roman wurde auch für die Bühne adaptiert und mehrmals verfilmt.

## Inhalt
Ein namen-, alters- und gesichtsloser Ich-Erzähler, Amerikaner, Literaturwissenschaftler und Herausgeber, ist gegen Ende des 19. Jahrhunderts zusammen mit seinem Partner John Cumnor auf der Suche nach Lebenszeugnissen des romantischen Dichters Jeffrey Aspern, dessen Werke die beiden bereits herausgegeben haben. Aspern, dem sie ungefähr den Rang Shakespeares zusprechen, war um 1820 aktiv, ist jung verstorben und muss sich einst ungewöhnlicher Erfolge bei vielen Frauen erfreut bzw. große Mühe gehabt haben, sich diesen gegebenenfalls unter Wahrung der Höflichkeitsformen zu entziehen. Der Ich-Erzähler fühlt sich bei der Lektüre der Briefwechsel, die ihm schon in die Hände geraten sind, an Orpheus unter den Mänaden erinnert. Rückblickend ist er höchst erstaunt, nicht früher erfahren zu haben, dass gerade eine besonders wichtige der Musen, die ihre Spuren in Asperns literarischer Produktion hinterlassen haben, noch am Leben ist: Juliana Bordereau, die sich zusammen mit einer Nichte oder Großnichte in Venedig niedergelassen hat und dort schon seit etlichen Jahren ein sehr zurückgezogenes Leben führt.
Henry James macht sich und dem Leser das Vergnügen, in einer Art Kammerspiel in neun Kapiteln vorzuführen, wie der Held, der in seiner Verehrung für Aspern durchaus auch bereit ist, sehr unlautere Methoden anzuwenden, um an die Briefe und anderen Papiere zu gelangen, die die alte Dame seiner Vermutung nach noch besitzt, grandios scheitert.
Briefliche Anfragen Cumnors, der sich derzeit in London aufhält, haben nur zu einer schroffen Ablehnung geführt, die von der Hand der Nichte in wenigen Zeilen niedergeschrieben wurde. Doch selbst diese Ablehnung bestärkt den Ich-Erzähler noch in seiner Annahme, es müssten noch Dokumente aus der Zeit der Beziehung zwischen „Juliana“ und Aspern vorhanden sein. Denn, so argumentiert er seiner mütterlichen amerikanischen Freundin Mrs. Prest gegenüber, wenn dem nicht so wäre, so hätte die Dame nicht die vertrauliche Formulierung „Mr. Aspern“ in ihrem Brief verwendet.
Mrs. Prest, die bereits seit einigen Jahren in Venedig lebt und dort Gutes tut, speziell in den Kreisen ihrer Landsleute, hat einmal im Haus der Bordereaus vorgesprochen, wurde aber von der Nichte, Miss Tina, kurz abgefertigt. Immerhin kennt sie aber den Palazzo, in dem die beiden Damen ihr zurückgezogenes Leben führen, und hat dem Ich-Erzähler auch einen Vorschlag gemacht, wie ein Kontakt herzustellen sei: Er soll sich in dem weitläufigen Gebäude einmieten und so schließlich das Vertrauen der Damen gewinnen. Zu Beginn der Erzählung, etwa Anfang Mai, ist sie auch mit ihrem Schützling in ihrer Gondel in die Nähe des Palazzos gefahren, und noch in der Gondel offenbart sich dieser: „Ich kann nur an meine Beute gelangen, wenn ich ihr Misstrauen zerstreue, und ich kann ihr Misstrauen nur dadurch zerstreuen, dass ich geschickte Kunstgriffe anwende. Scheinheiligkeit, Doppelzüngigkeit sind meine einzige Chance. Es tut mir leid, aber es gibt keine Niederträchtigkeit, die ich nicht um Jeffrey Asperns willen begehen würde.“ Er hat sich bereits Visitenkarten mit einem falschen Namen zugelegt und ist bereit, der Nichte der alten Dame den Hof zu machen, was Mrs. Prest mit den Worten kommentiert, er solle lieber abwarten, bis er diese Nichte zu Gesicht bekomme.
Als der Ich-Erzähler den Palazzo betrachtet, kommt ihm die entscheidende Idee: Anders als die meisten anderen Gebäude Venedigs besitzt die Wohnstatt der beiden Damen einen Garten. Dieser Garten muss als Vorwand für sein Mietgesuch herhalten, mit dem er den Damen Bordereau ins Haus fällt.
Dies geschieht im zweiten Kapitel. Der Ich-Erzähler wird von dem Dienstmädchen Olimpia eingelassen, dem er einige Zeilen in italienischer Sprache an ihre Herrschaften in die Hand drückt, in denen er um eine kurze Unterredung bittet. Tatsächlich kommt ihm Miss Tina in den großen Durchgangssaal im ersten Stock des Palazzos entgegen. „Ihr Gesicht war nicht jung, aber es wirkte offen; es hatte keine Frische, war aber klar. Sie hatte große Augen, die nicht glänzten, üppiges Haar, das nicht frisiert war, und lange, feingliedrige Hände, die - möglicherweise - nicht sauber waren. Fast krampfartig rang sie diese langen Glieder [...]“ Miss Tina behandelt den Besucher, als habe er die Macht, ihr den geliebten, wenn auch vernachlässigten Garten wegzunehmen. Der Ich-Erzähler verspricht aber, als Haus- und Gartengenosse möglichst wenig zu stören und überdies ein Meer von Blumen pflanzen zu lassen. Auch meint er, nachdem Miss Tina die sehr begrenzten finanziellen Mittel erwähnt hat, die ihrer Tante und ihr zur Verfügung stehen und die über einen Anwalt aus Amerika überwiesen werden, der Verzicht auf eine solche Vermietung sei doch wirtschaftlich höchst unklug. „Ich erkannte sofort, dass noch nie jemand in einer solchen Weise mit der guten Dame gesprochen hatte - mit einer humorvollen Entschlossenheit, die Mitgefühl nicht ausschloss, die vielmehr darauf gegründet war. Sie hätte mir ohne weiteres sagen können, dass sie mein Mitgefühl als unverschämt empfände, doch glücklicherweise kam ihr das nicht in den Sinn. Ich verließ sie in dem Einvernehmen, dass sie die Frage ihrer Tante unterbreiten wollte [...]“
Mrs. Prest versetzt ihm einen Dämpfer, als er darüber triumphiert: „Sie bilden sich ein, Sie hätten innerhalb von fünf Minuten einen so tiefen Eindruck auf die Frau gemacht [...] Wenn Sie tatsächlich dort Einlass finden, werden Sie es sich als Sieg anrechnen.“ Der Ich-Erzähler rechnet sich dies tatsächlich als Erfolg an, fügt aber hinzu, dies gelte „nur für den Herausgeber des Werkes, nicht für den Mann, für den persönliche Eroberungen nicht zu seinen Gepflogenheiten gehörten.“
Am nächsten Tag macht er Juliana Bordereau seine Aufwartung und ist sehr aufgeregt, weil er immer noch die Aura des von ihm vergötterten Dichters um die etwa Hundertjährige zu verspüren glaubt.
Im dritten Kapitel spricht diese zum ersten Mal und überrascht ihren Besucher mit ihrer Sachlichkeit und ihrem Verhandlungsgeschick. Sie vermietet ihm einige Räumlichkeiten im Palazzo zum Zwanzigfachen des üblichen Preises auf drei Monate, ohne dass er die Zimmer überhaupt gesehen hat, und er muss versprechen, das Geld – in Gold – am nächsten Tag bereits abzuliefern. Einen Handschlag, um dieses Geschäft abzuschließen, verweigert sie ihm. Er wird die alte Dame überhaupt nie berühren dürfen, was ihm wichtig wäre, da sie ja einst Aspern berührt hat. Aber das Äußerste, was sie viele Wochen später gestatten wird, wird sein, dass er ihren Rollstuhl durch den Saal schiebt. Miss Tina zeigt ihm immerhin, ehe er das Haus verlässt, die verwahrlosten Räume im zweiten Stock, in denen er wohnen wird, und erklärt ihm, dass die hohen Mieteinnahmen für sie, Tina, bestimmt seien, da die Tante mit ihrem baldigen Ableben rechne.
Bis zu Mrs. Prests Abreise in die Sommerfrische – es ist mittlerweile Mitte Juni – hat der Erzähler, wie er zu Beginn des vierten Kapitels erwähnt, noch keinerlei Fortschritte im Verhältnis zu den beiden Damen Bordereau erzielt. Dennoch ist er nicht unzufrieden: „Ich sah voraus, dass ich einen Sommer vor mir hatte, der ganz meinem Literatenherzen entsprach, und mein Sinn für das Spiel mit meinen Möglichkeiten war trotz allem sehr viel ausgeprägter als mein Sinn dafür, dass man mit mir spielen könnte [...]“ Er genießt das Leben im sommerlichen Venedig in dem Gefühl, den Genius Asperns heraufbeschworen zu haben und sich mit den Künstlergenerationen verbunden zu haben, die in der Vergangenheit für Schönheit gesorgt haben. Auch der Garten, den so zu lieben er behauptet hat, entwickelt sich, als der Hochsommer herannaht, endlich so, wie er soll: „Mit Lilien würde ich gegen die alten Damen anstürmen - mit Rosen würde ich ihre Festung bombardieren.“ Er verbringt viel Zeit damit, sich die Schicksale der jungen Juliana Bordereau auszumalen und über Aspern zu sinnieren, der zwar intensive Beziehungen zu Europa gepflegt habe, aber letztlich doch als einer der ersten amerikanischen Schriftsteller zu gelten habe. Seine Hochschätzung Asperns beruhe darauf, „dass er zu einer Zeit, als unser Herkunftsland nackt, roh und provinziell war [...], Mittel und Wege gefunden hatte, zu leben und zu schreiben wie einer der Ersten; frei und großzügig und völlig unerschrocken zu sein; alles zu empfinden, zu verstehen und zum Ausdruck zu bringen.“
Es wird sehr heiß. Im Palazzo ist es abends kaum auszuhalten, zumal man keine Lampe anzünden kann, ohne Scharen von Insekten anzulocken. Der Ich-Erzähler gewöhnt sich an, seine Abende auf dem Markusplatz im Café Florian zu verbringen. Mitte Juli kommt er, so wird zu Beginn des fünften Kapitels berichtet, ausnahmsweise einmal früher nach Hause als sonst und trifft die arme Miss Tina, wie er die Nichte meistens nennt, im Garten an. Seit Wochen hat er beide Damen tagtäglich mit großen Blumensträußen beschenkt. Nun erklärt er der Nichte, dass diese Blumen nicht nur für die alte Tante bestimmt waren, bleibt bis nach Mitternacht mit ihr im Garten und fragt sie aus, wird aber seinerseits auch von Miss Tina befragt. Als er schließlich damit herauskommt, dass er an Material über Aspern interessiert ist, verlässt sie ihn mit einem Schreckensruf und lässt sich die nächsten vierzehn Tage nicht mehr sehen. Der Ich-Erzähler, dessen Geduld allmählich überstrapaziert ist, stellt nach einigen Tagen die Blumengrüße für die beiden Damen ein.

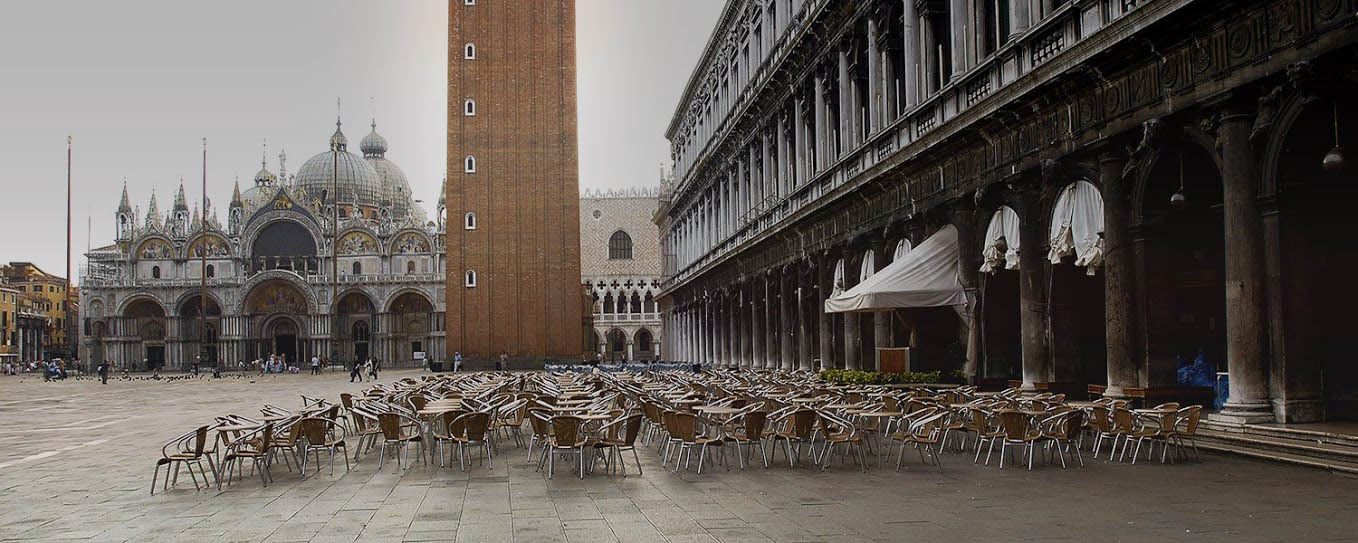
Piazza San Marco und Caffè Florian

Dies hat zur Folge, dass die Nichte ihm bei der nächsten Begegnung, zu Beginn des sechsten Kapitels, ausrichtet, ihre Tante erwarte seinen Besuch. Diese bedankt sich jetzt, nachdem die Sendungen abgebrochen sind, erstmals für die Blumen und erreicht, dass der Ich-Erzähler verspricht, sie ab sofort wieder mit Blumen zu beschenken. Außerdem schlägt sie ihm vor, Miss Tina auf Ausflüge durch Venedig mitzunehmen. Einige Tage später fährt er tatsächlich mit Miss Tina in seiner Gondel durch Venedig. Auf der Piazza San Marco erklärt ihm diese dann, dass ihre Tante befürchtet, er könne fortgehen. Dadurch kommt das Gespräch wieder auf die Gründe, die er hat, in Venedig und in dem alten Palazzo zu bleiben. Er spricht Miss Tina gegenüber die Befürchtung aus, dass ihre Tante die Dokumente, die ihm so wichtig sind, vor ihrem Tod vernichten könnte, und erhält von ihr das Versprechen, sie werde tun, was sie könne, um ihm zu helfen.
In seiner Ungeduld und Unruhe lässt er sich einige Tage später, am Anfang des siebten Kapitels, bei den beiden Damen melden, und trifft Juliana Bordereau, die sonst ihre Wohnräume nie verlässt, an einem Fenster des Saales an. Sie beginnt das Gespräch mit der Frage, ob er seine Zimmer für weitere sechs Monate mieten möchte. Wie jedes Mal, wenn sich die einstige Freundin des vergötterten Dichters so materialistisch zeigt, ist der Ich-Erzähler unangenehm berührt. Diesmal möchte sie auch wissen, weshalb er nicht über die finanziellen Mittel verfügt, den Mietvertrag zu den bisherigen Konditionen zu verlängern, und fragt nach, warum sich die Bücher, die er schreibe, so schlecht verkauften. Es kommt zu einem anspielungsreichen Wortwechsel über die Art seiner Schriften und sein Herumstöbern im Vergangenen. Nach hartnäckigen Verhandlungen um einen weiteren Mietvertrag lässt die „raffinierte alte Hexe“ den Ich-Erzähler ein Jugendporträt Asperns unter dem Vorwand, sie wolle es verkaufen, sehen und erklärt, ihr Vater habe es einst gemalt. Der Erzähler tut so, als komme ihm das abgebildete Gesicht bekannt vor, als könne er sich aber nicht an den Namen erinnern. Doch auch dieser Trick verfängt nicht: Juliana Bordereau spricht den Namen ihres – mutmaßlichen – einstigen Geliebten nicht aus. Der Ich-Erzähler erklärt schließlich, er würde das Bild gerne selbst kaufen, woraufhin sie zunächst grob antwortet und dann unverhofft das Gespräch auf Miss Tina bringt, die kurz darauf den Saal betritt und sich beklagt, dass ihre Tante sich überanstrenge. Der Ich-Erzähler darf die alte Dame in ihren Salon schieben und sieht sich dort neugierig um. In dem schäbigen Ambiente zieht ein Empire-Sekretär seine Blicke auf sich. Juliana Bordereau nennt, ehe sie den Erzähler verabschiedet, einen exorbitant hohen Preis für das Bildnis Asperns, das sie verkaufen will.
Wenige Stunden später, zu Beginn des achten Kapitels, erscheint Miss Tina verstört in den Räumlichkeiten des Erzählers: Sie habe nach einem Arzt geschickt, weil ihre Tante einen Schwächeanfall erlitten habe, das Dienstmädchen verfolge diesen aber offenbar durch halb Venedig. Der Ich-Erzähler schickt daraufhin auch seinen Diener los, um einen Arzt zu holen, und eilt mit Miss Tina zu der alten Dame. Wieder sieht er sich in deren Räumlichkeiten um und stellt Mutmaßungen an, wo sich die Hinterlassenschaften Asperns befinden könnten. Da der Arzt, der nun eintrifft, mit seiner Anwesenheit nicht einverstanden zu sein scheint, geht er hinaus in den Garten, erklärt aber, er werde später wiederkommen und nachfragen, wie es Juliana Bordereau gehe. Später trifft er Miss Tina im Saal und erfährt, dass es der Tante wieder besser geht, dass der Arzt aber noch einmal nachsehen kommen will. Wieder bedrängt er Miss Tina mit Fragen nach den Dokumenten. Schließlich deckt er seine wahre Identität auf. Der Arzt unterbricht die Szene, der Ich-Erzähler verlässt das Haus und tritt einen Gang durch Venedig an, wieder mit der Ankündigung, später noch einmal zu erscheinen und nachzufragen. Doch als er nachts zurückkehrt, scheint alles zu schlafen. Der Ich-Erzähler betritt die Räumlichkeiten und betrachtet den Sekretär. Er möchte gerade versuchen, diesen zu öffnen, weil er auf den Gedanken gekommen ist, Miss Tina könne das Möbel für ihn aufgeschlossen haben, als er von Juliana Bordereau überrascht wird, die aus ihrem Bett aufgestanden ist, nun zum ersten Mal ihre sonst mit einem Schirm oder Schleier beschützten Augen sehen lässt und ihn als Schurken bezeichnet, ehe sie ohnmächtig in die Arme ihrer Nichte fällt.

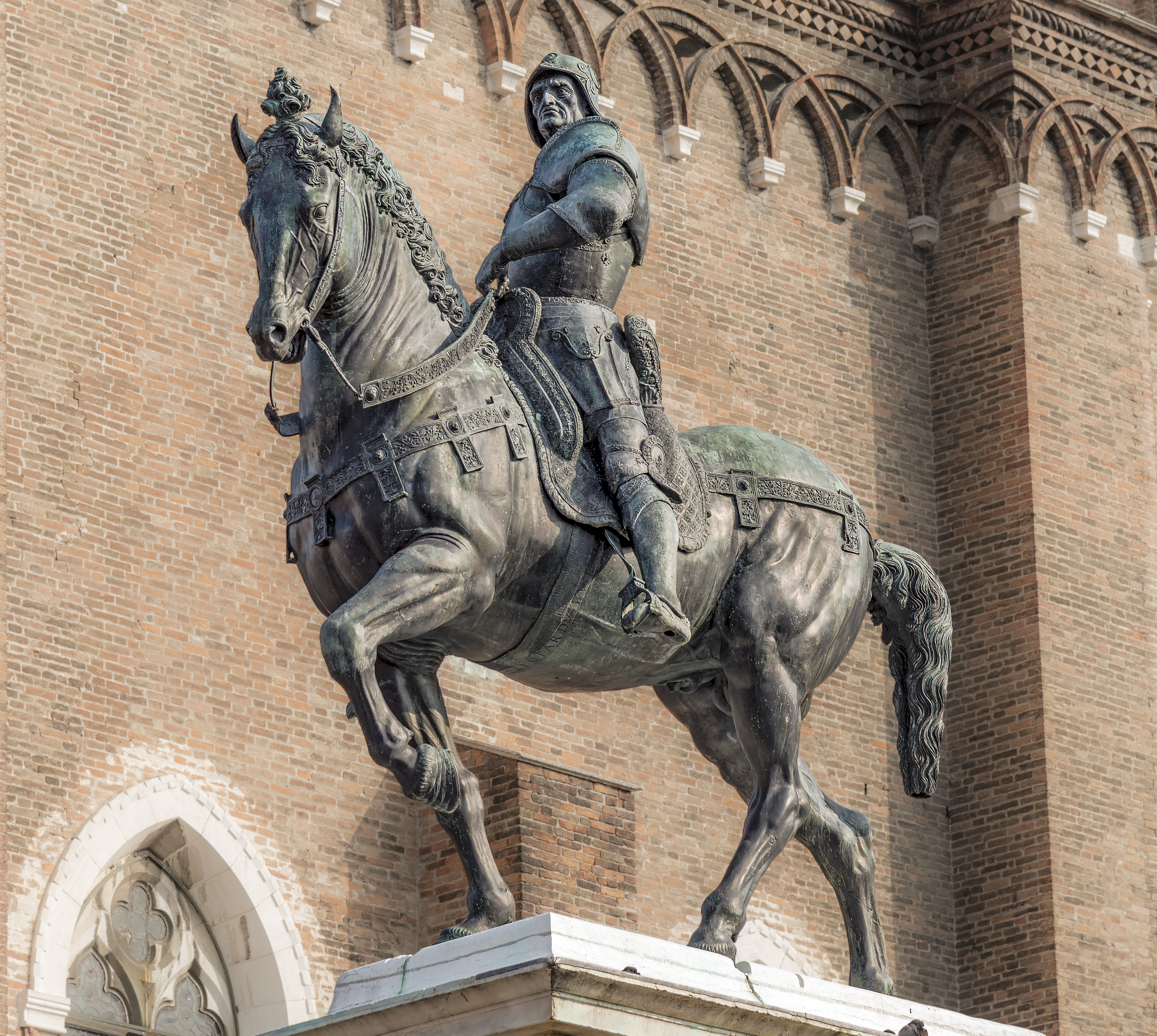
Reiterstandbild des Bartolomeo Colleoni

Am nächsten Morgen und mit Beginn des letzten Kapitels, es ist mittlerweile Herbst geworden, verlässt der Ich-Erzähler Venedig und begibt sich auf eine kleine Reise, kündigt aber seine baldige Rückkehr an. Anders als vermutet, ist die alte Dame nachts nicht ihrem Schock erlegen. Der Erzähler besucht Treviso, Bassano und Castelfranco, ohne von den dortigen Sehenswürdigkeiten etwas wahrzunehmen. Als er von der Reise zurückkehrt, erfährt er von seinem Diener, dass Juliana Bordereau mittlerweile gestorben und begraben ist. Nun hat er Gewissensbisse, dass er der weltfremden Miss Tina keinen Beistand geleistet hat, und sucht sie unverzüglich auf. „Sie hatte immer schon so ausgesehen, als sei sie in Trauer [...] Darum sah sie in ihrem jetzigen Kleid nicht anders aus als sonst“, konstatiert er, stellt allerdings wenig später fest, dass sie gar nicht mehr so reizlos aussehe.
Miss Tina erklärt schließlich, sie habe tatsächlich die Dokumente, nach denen er trachtet, gefunden, habe aber ihrer Tante versprechen müssen, sie niemanden sehen zu lassen bzw. eigentlich sogar, sie zu vernichten. Umständlich versucht sie ihm klarzumachen, dass die Situation eine andere wäre, wenn er kein Fremder, sondern ein Verwandter wäre. Als dem Ich-Erzähler aufgeht, dass sie ihm damit einen Heiratsantrag macht, verlässt er sie verstört. Er findet sich auf dem Campo dei Santi Giovanni e Paolo wieder, wo Verrocchios Reiterstandbild des Bartolomeo Colleoni steht. Mit dieser Statue hält er stumme Zwiesprache, als könne sie ihm eine wertvolle Weisung geben. Doch natürlich blickt das Standbild stumm über ihn hinweg. Anderntags fällt ihm plötzlich ein, dass er mit seinem hastigen Rückzug die Papiere in höchste Gefahr gebracht hat, und er eilt zu Miss Tina. Diese verabschiedet ihn aber auf immer und erzählt ihm, dass sie die Aspern-Schriften nachts in der Küche samt und sonders verbrannt hat.
Aus der Ferne schickt er ihr den angeblichen Gewinn aus dem Verkauf des Bildes, das sie ihm überlassen hat, tatsächlich aber hängt er es über seinen Schreibtisch und gesteht dies auch Mrs. Prest, die er im Herbst in London trifft.

## Komposition
Laut Bettina Blumenberg ist die Erzählung wie ein Theaterstück angelegt, ein Kammerspiel in drei Akten mit Epilog, symmetrisch aufgebaut mit seinen drei Protagonisten und den drei Nebenfiguren und der Einheit von Zeit, Raum und Ort. Blumenberg weist auf James' kunstvollen Umgang mit dem Tempus, auf seine Lichtdramaturgie und andere Kunstgriffe hin und konstatiert schließlich: „James hat eine literarische Technik von höchster Kunstfertigkeit entwidkelt, die man indirekt nennen muss. Metaphern, uneigentliche Rede in Bildern, tragen ebenso zur Indirektheit bei wie die Übertragung der erzählerischen Verantwortung auf den Protagonisten, der uns Lesern das Geschehen stets kommentierend vermittelt, uns etwas vorgaukelt, vielleicht sogar lügt. Wer weiss [sic!], ob aus Verschlagenheit, Naivität, Gutmütigkeit oder Hinterhältigkeit, seine Sichtweise korrespondiert nicht immer mit der des Lesers. Doch im Augenblick seiner Lüge wird er schon vom Fortgang des Geschehens überrollt und muss sich korrigieren, was er mit den überraschenden Reaktionen seiner Kontrahentinnen begründet. Zum Amüsement des Lesers stellt er seine Fragen mit bestimmten Erwartungen, die fast immer enttäuscht werden, legt er seine Fährten für bestimmte Begegnungen, die dann gerade nicht stattfinden. Sein Raffinement wendet sich unvermittelt gegen seinen eigenen Plan [...] Ein Ich-Erzähler, der sich in der permanenten Selbstwiderlegung der allmählichen Selbstenthüllung preisgibt.“

## Reale Vorbilder der Hauptfiguren
Henry James begann mit der Niederschrift der Erzählung 1887 im Palazzo Barbaro, nachdem er sich an eine Anekdote erinnert hatte, die er in Florenz gehört hatte und die sich dort 1879 abgespielt hatte. Claire Clairmont, die Halbschwester von Percy B. Shelley, die mit Lord Byron die Tochter Allegra hatte, lebte in hohem Alter mit einer Nichte in Florenz. Ein Shelley-Verehrer namens Silsbee nutzte den Trick, sich als Untermieter an sie heranzumachen, um die literarischen Hinterlassenschaften Shelleys in seine Hände zu bekommen. Die Nichte bot ihm, nachdem ihre Tante gestorben war, die Papiere auch an, jedoch genau wie Miss Tina in James' Roman unter der Bedingung, dass er sie heirate, woraufhin Silsbee die Flucht ergriff.
James' Dichter Aspern scheint eine Mischung aus Shelley, Byron und Alexander S. Puschkin zu sein, dessen Erzählung Pique Dame ihn wohl inspiriert hat. Die beiden Damen hat Henry James nicht gekannt und konnte somit bei ihrer Gestaltung frei verfahren, auch Silsbee hat nach seinen Aussagen als Person keine Spuren in dem Roman hinterlassen.
Das Urbild der Mrs. Prest soll Katherine Bronson gewesen sein.

## Schauplatz
Hinter dem Palazzo der beiden Damen verbirgt sich der Palazzo Soranzo Cappello. Weitere Teile der Handlung spielen sich auf dem von Touristen überlaufenen Markusplatz ab, Nebenszenen auch auf dem Lido, der jedoch kaum geschildert wird. Der Ich-Erzähler, der meist mit seiner Gondel unterwegs ist, verirrt sich heillos, als er auch einmal zu Fuß in Venedig unterwegs ist.

## Literarische Anspielungen und die Rolle der erwähnten Kunstwerke

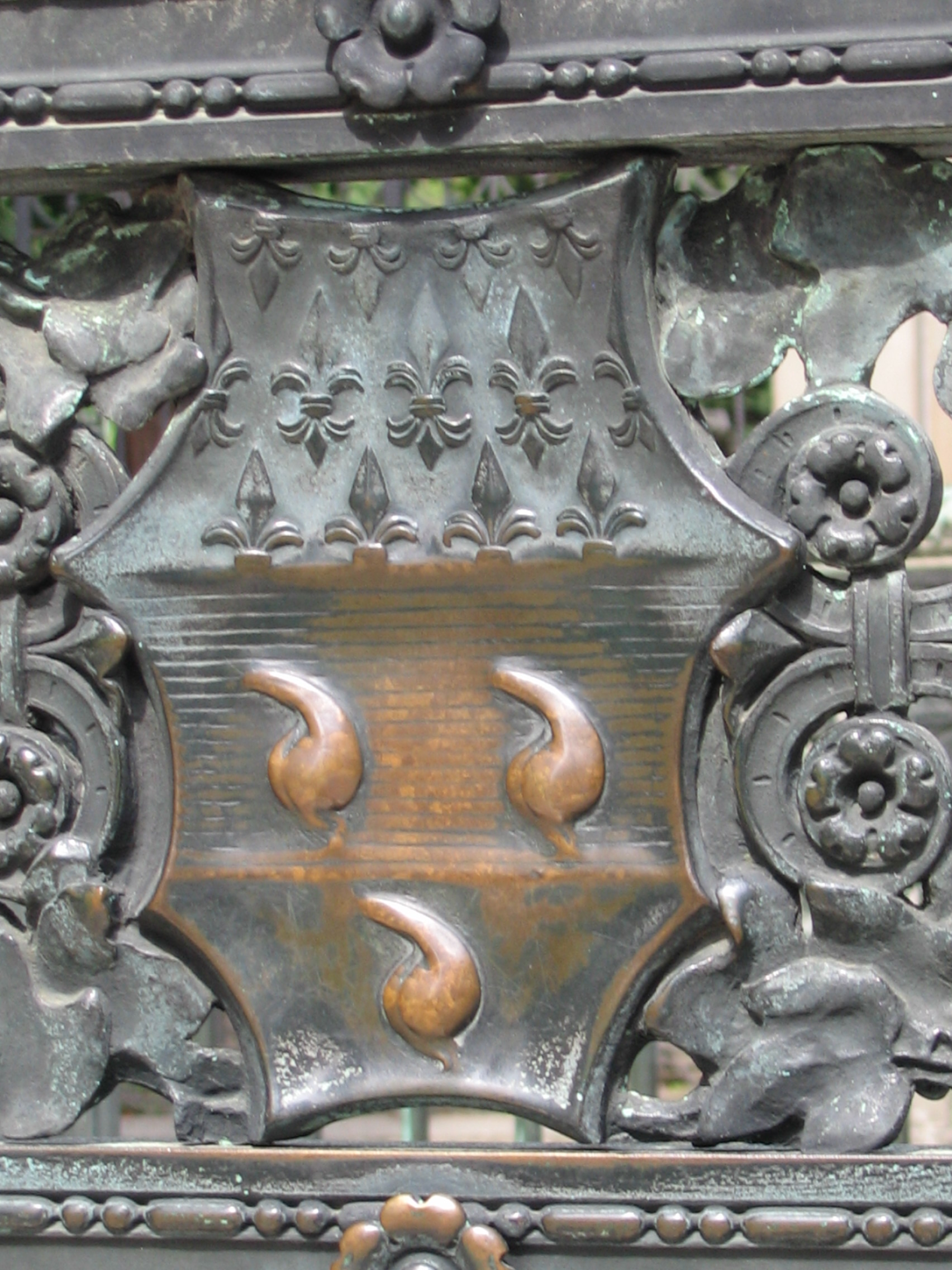
Relief in der Cappella Colleoni

Elizabeth Lowry weist auf ein Zitat aus Shakespeares Kaufmann von Venedig hin: „The Aspern Papers is haunted by the spectre of past and future consummations, both achieved and desired, sexual and literary: Juliana's passionate love affair with Aspern; the narrator's longed-for acquisition of the papers; Miss Tina's awkward erotic bid at snaring the narrator for herself. In spite of the urgency of his wish to possess the letters, however, he fails at the crucial moment. He can rifle her aunt's desk but he can't bring himself to rifle her, and he is left with an aching awareness that he has been too caught up in his "stratagems and spoils" - the phrase is a quotation from The Merchant of Venice - to anticipate her disappointment. The allusion to The Merchant is deliberately placed. Shakespeare warns us that "The man that hath no music in himself, / Nor is not moved with concord of sweet sounds, / Is fit for treasons, stratagems and spoils." This lover of letters has "no music in himself": as a literary ravisher, he is impotent.“ Lowry bringt diesen literarischen Hinweis in Verbindung mit der Passage, in der der Erzähler an der Colleoni-Statue emporblickt: Diese sieht sie als „potent image of triumphant masculinity“ und meint, die Statue würde, wenn sie sprechen könnte, dem verzweifelten Literaturliebhaber allenfalls mitteilen: „Sorry, old chap - you just don't have the balls.“ Colleoni seinerseits habe davon drei gehabt, wie sein Wappen und der Grabschmuck in der Cappella Colleoni in Bergamo bezeuge, und Henry James als intimer Kenner der Kunst und der Geschichte der Renaissance sei mit dieser Tatsache sicherlich vertraut gewesen. Lowry versucht, Parallelen zwischen dem namenlosen Ich-Erzähler und seinem Erfinder zu ziehen, und meint, es gebe „an intriguing possibility that the narrator's sense of emasculation in The Aspern Papers, when confronted by the statue of Colleoni, might have been rooted in feelings that were personal and immediate to his creator.“ Denn es könne nicht ausgeschlossen werden, dass eine Verletzung, die James in seiner Jugend erlitten und in seinen autobiographischen Schriften erwähnt habe, die entsprechenden Körperteile betroffen und damit sein ganzes Leben beeinflusst habe. Ja, vielleicht habe der „solitary Henry James“ deswegen Trost im üppigen Venedig gesucht.
Bettina Blumenberg, die ausgiebig auf den Verweischarakter der Schilderungen bzw. Nichtschilderungen der beteiligten Personen hinweist, hat sich ebenfalls der Rolle der Kunstwerke in James' Roman gewidmet. Das Colleoni-Standbild ist nur eines von mehreren. Zunächst einmal spielt das Aspern-Porträt, das Mr. Bordereau vor langen Jahren gemalt hat, eine wichtige Rolle. Der Ich-Erzähler vertieft sich mehrfach in seinen Anblick und hält dabei ebenso stumme Zwiesprache mit dem Bild wie am Schluss mit der Colleoni-Statue, doch im Gegensatz zu dieser scheint ihm der jugendliche Aspern auf der Miniatur zu antworten. Blumenberg betont vor allem, dass es in dieser Erzählung „nur einen“ gebe, „der einer bildlichen Beschreibung würdig ist, einen jungen Mann mit einem bemerkenswert schönen Gesicht in einem grünen Mantel mit hohem Kragen und einer lederbraunen Weste, etwa fünfundzwanzig Jahre alt, nämlich Jeffrey Aspern. Und der ist lange tot, Buchstabenexistenz, Gemälde, Sehnsuchtsfigur. Das Flirten mit diesem Untoten ist Höhepunkt des homoerotischen Versteckspiels.“ Und vor diesem Hintergrund werde es klar, dass alle Frauen in dem Roman für den Ich-Erzähler allenfalls Mutterrollen einnehmen könnten, die er als erotische Geschöpfe am ausgestreckten Arm verhungern lasse, weswegen er auch die konventionelle Mannesrolle verfehle.

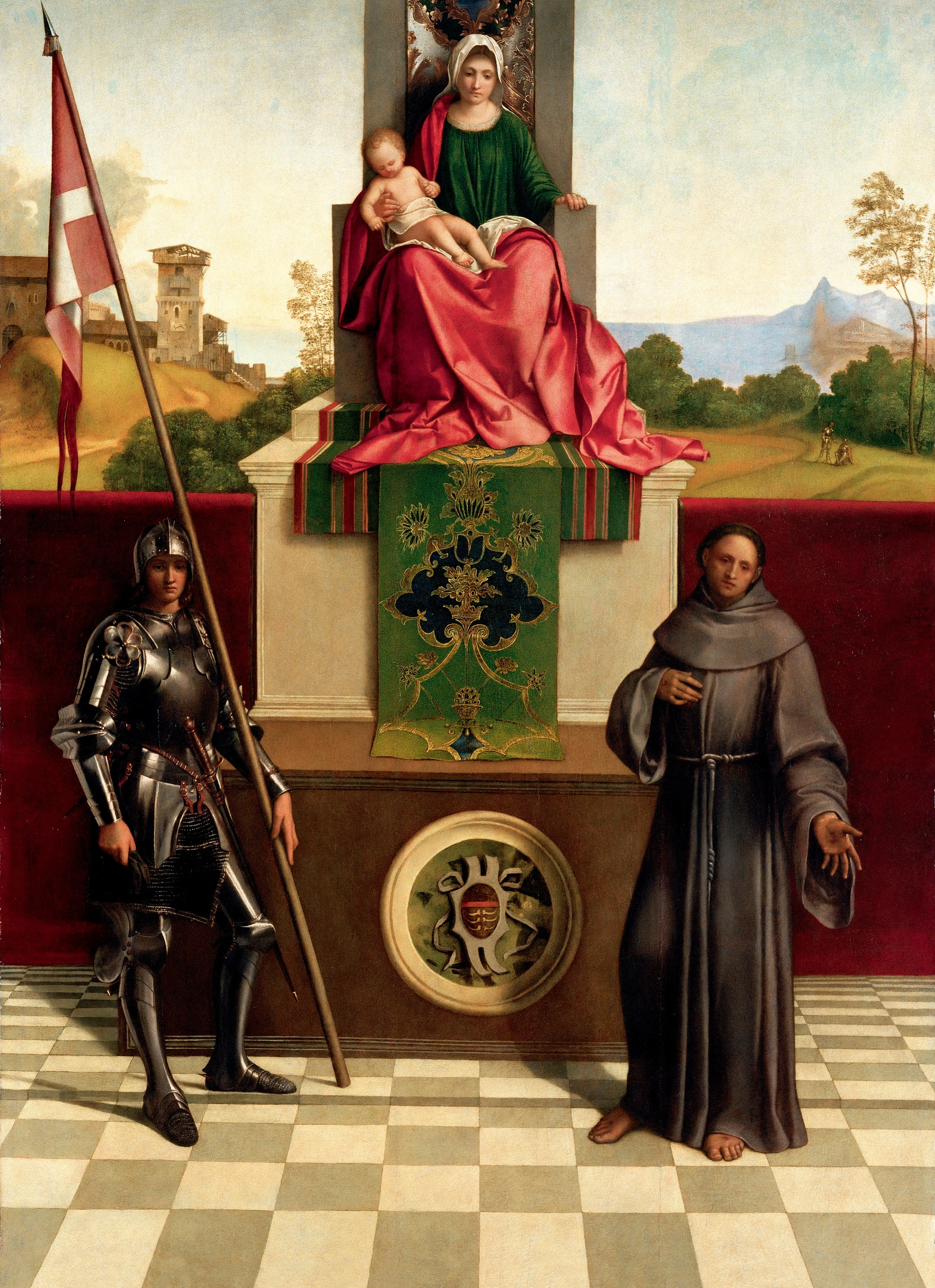
Giorgiones Thronende Madonna in Castelfranco

Doch neben dem fiktiven Bildnis und der Colleoni-Statue gibt es noch weitere Hinweise auf Kunstwerke in James' Roman. Als der Ich-Erzähler Venedig für einige Tage verlässt, bereist er mehrere Ortschaften, deren Namen er zwar nennt, an die er sich aber hinterher nicht erinnern kann. Blumenberg erklärt, hier sei nun der Leser aufgerufen, sich vorzustellen, was er unterwegs gesehen haben könne. Sie sieht in den Werken und Schicksalen des Quattrocentristen Giorgione, der in Castelfranco geboren wurde und einen Teil seines Lebens zubrachte, Parallelen zu Jeffrey Aspern und dessen Nachlass. Viele Werke würden Giorgione zwar zugeschrieben, es existiere aber kein gesicherter Nachweis, dass sie wirklich von ihm stammten, und sie seien oft auch schwer deutbar, etwa das Gewitter, das sich in Venedig befindet. Dies korreliere mit den ungenauen Angaben zu Aspern, dessen Werke niemals beim Namen genannt würden. Blumenberg weist auf zwei Kunstwerke hin, die Henry James im Auge gehabt haben könnte, als er seinen Erzähler reisen ließ: einen Artes-liberales-Fries in der Casa Marta-Pellizzari, der zu James' Zeit noch Giorgione zugeschrieben wurde und einen Selbstbezug der männlichen Hauptfigur wie auch des Autors darstellen könne, und die Madonna im Dom von Castelfranco, die eine andere Allusion biete: „die der Welt entrückte, erhabene, der göttlichen Sphäre angehörende Frau, eine Unerreichbare, Unberührbare“. Blumenberg verweist noch auf ein weiteres Frauenbild Giorgiones, einen Akt, der sich in Venedig befinde, überaus schön gewesen, aber so ramponiert sei, dass seine Schönheit nur noch in einer Kopie zu erahnen sei. Auch die einst göttliche Juliana ist ja vom Alter weitgehend zerstört, als der Ich-Erzähler sie kennenlernt.

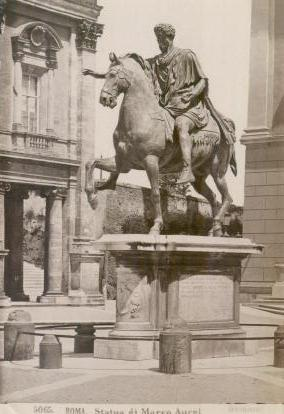
Reiterstandbild des Marcus Aurelius, Aufnahme von Giorgio Sommer

Natürlich geht auch Blumenberg auf das Reiterstandbild Colleonis und zusätzlich auf das des Marcus Aurelius ein, das in der Verzweiflungsszene ebenfalls erwähnt wird. Doch sie zählt nicht deren Testikel, sondern stellt fest: „Beide Standbilder haben Bezug zum Erzähler und seinem listenreichen Spiel, darum sucht er bei ihnen, dem Feldherrn und dem Stoiker, Rat für sein eigenes Vorgehen. Aber er will nichts von ihrer Weisheit hören, sondern Einweihung in ihre Listen. Dies ist eine absurde Überhöhung seiner Selbsteinschätzung, seiner Selbstverkennung, zu meinen, er habe alle strategischen Fäden in der Hand und müsse nur noch am richtigen ziehen. Die Bezugsetzung zu seinem eigenen Handeln hat etwas Vermessenes. Auf ein solches Podest will auch er [...] Und wieder wird das Leitmotiv wirksam: Der Held holt sich nicht Rat bei einem menschlichen Freund [...], sondern nimmt Zwiesprache mit einer Statue [...] Aber das Standbild bleibt stumm wie verstockt. Wieder muss die Kunst das Leben ersetzen.“ Das versäumte Leben bzw. die nicht ergriffenen Gelegenheiten ist laut Blumenberg denn auch Hauptthema des Buches.

## Rezeption
Anlässlich der Neuübersetzung durch Bettina Blumenberg bezeichnete Rolf Vollmann den Roman – oder die „long short story“, wie das Werk in der Nomenklatur der James-Forschung bezeichnet werde – als eine Wohltat. Es „geht etwas unglaublich Bannendes davon aus, wie James Situationen herbeiführt, von denen wir uns sagen, dass es sie beinahe gar nicht geben darf“, schrieb er in der Zeit. „Was uns Lesern, sobald wir das kommen sehen, Angst machen könnte (wir sind verdorben), und ihm, dem jungen Mann, wirklich auch Angst macht, das ist in der Art, wie James davon berichtet, ein schöner, rührend-verbotener bezaubernder Vorgang.“ Berichten sei zwar eigentlich für diese Art des Erzählens ein falsches Wort, aber „andererseits: Was scheint James denn sonst zu tun? Er lässt mich in einem Stande vorproustscher, vorjoycescher (um auch den andern Unhold der Moderne zu nennen) Unschuld. Doch ich kenne beide, erst nach ihnen lese ich jetzt James – und ich bin noch intakt, wie ich merke, und sehe, dass es wenigstens in der Literatur keinen Fortschritt gibt.“
Hansjörg Graf sah in dem enigmatischen Text Gattungselemente der Kriminalerzählung und der Gespenstergeschichte, Kristina Maidt-Zinke war begeistert von James' komödiantischem Talent, mit dem die Szenen zwischen dem gerissen agierenden Ich-Erzähler und seinen nicht weniger gerissenen Antagonistinnen gestaltet seien und das den Leser zwischen Durchblick und Verwirrung pendeln lasse. Sie erklärte in der Süddeutschen Zeitung, das Buch sei eine kleine, schillernde „Kostbarkeit“.